# 高嶋ちぐさ
高嶋ちぐさ（たかしま ちぐさ）は、舞台写真家、トラベルジャーナリストである。

## 略歴
東京都在住、日本大学芸術学部映画学科卒。チャイコフスキー記念東京バレエ団出身。写真家及・トラベルジャーナリスト。合気道 合気道錬身会 初段。
写真展  魅惑のバレリーナ「ウリヤーナ・ロパートキナ」 平成22年8月16日(月)～8月21日(土）ギャラリーアートグラフ　

## 所属団体
（社）日本写真家協会会員・日本舞台写真家協会会員。日本旅行作家協会会員。